# Maria Kramer
Maria Kramer (født 1977) er en dansk morder, som den 13. maj 2005 blev idømt livsvarigt fængsel i Østre Landsret i København for sammen med Mike Drewsen at have begået dobbelt drab i en lejlighed i Herlev i maj 2004. I forbindelse med drabet havde de fjernet forskellige værdigenstande fra lejligheden og derved gjort sig skyldige i rovmord. Den medskyldige, Mike Drewsen, blev ligeledes idømt en livstidsstraf.
På daværende tidspunkt afsonede kun to andre kvinder Elisabeth Wæver og Helle Sara Peters livstidsstraf i Danmark.

## Eksterne links
- http://politiken.dk/indland/fakta_indland/ECE1065923/her-er-de-seneste-10-aars-livstidsstraffe/